# Guillermo del Palatinado-Gelnhausen
El Conde Palatino Guillermo de Birkenfeld-Gelnhausen (4 de enero de 1701 en Gelnhausen-25 de diciembre de 1760 en La Haya) fue conde palatino titular de Zweibrücken-Birkenfeld y Mariscal de Campo Imperial.

## Biografía
Guillermo era el menor de los hijos varones del Conde Palatino Juan Carlos de Gelnhausen (1638-1704) de su segundo matrimonio con Esther María (1665-1725), hija del Barón Jorge Federico Witzleben de Elgersburg.
Guillermo sirvió desde 1729 en el Ejército austríaco y fue herido durante la batalla de Mollwitz. En 1742, obtuvo una victoria contra el general francés Bouffleur y expulsó a los franceses del Tein. En 1743, se convirtió en General de Caballería en el Ejército holandés. En 1754, acompañó al emperador Francisco I a su coronación en Frankfurt. En el mismo año se convirtió en mariscal de campo. En 1757 fue nombrado gobernador de Namur.